# Айзпутский край
А́йзпутский край (латыш. Aizputes novads) — бывшая административно-территориальная единица на западе Латвии, в регионе Курземе. Край состоял из пяти волостей и административного центра города Айзпуте. Площадь края составляла 640,2 км².
Край был образован 1 июля 2009 года из части упразднённого Лиепайского района. 1 июля 2021 года в ходе административно-территориальной реформы Латвии 2021 года, Айзпутский край был упразднён, а его волости переданы в состав вновь образованного Южно-Курземского края.

## Население
На 1 января 2010 года население составляло 10 452 человек (14 января 2009 года — 10 517).
По состоянию на 2020 год по данным центрального статистического управления численность населения края составляла 8057 человек. По состоянию на 2020 год доля населения старше 65 лет в структуре населения края составляла 23,7 % населения (1913 человек), а доля населения младше 14 лет составляла 15,2 % (1225 человек).

### Национальный состав
Национальный состав населения края по итогам переписи населения Латвии 2011 года распределён таким образом:
| Национальность | Численность, чел. (2011) | %        |
| -------------- | ------------------------ | -------- |
| Латыши         | 8658                     | 93,45 %  |
| Русские        | 158                      | 1,71 %   |
| Белорусы       | 74                       | 0,80 %   |
| Украинцы       | 66                       | 0,71 %   |
| Поляки         | 35                       | 0,38 %   |
| Литовцы        | 223                      | 2,41 %   |
| Другие         | 51                       | 0,55 %   |
| всего          | 9265                     | 100,00 % |

## Территориальное деление
- город Айзпуте (латыш. Aizputes pilsēta)
- Айзпутская волость (латыш. Aizputes pagasts)
- Каздангская волость (латыш. Kazdangas pagasts)
- Калвенская волость (латыш. Kalvenes pagasts)
- Лажская волость (латыш. Lažas pagasts)
- Циравская волость (латыш. Cīravas pagasts)